# Simone Jaeger

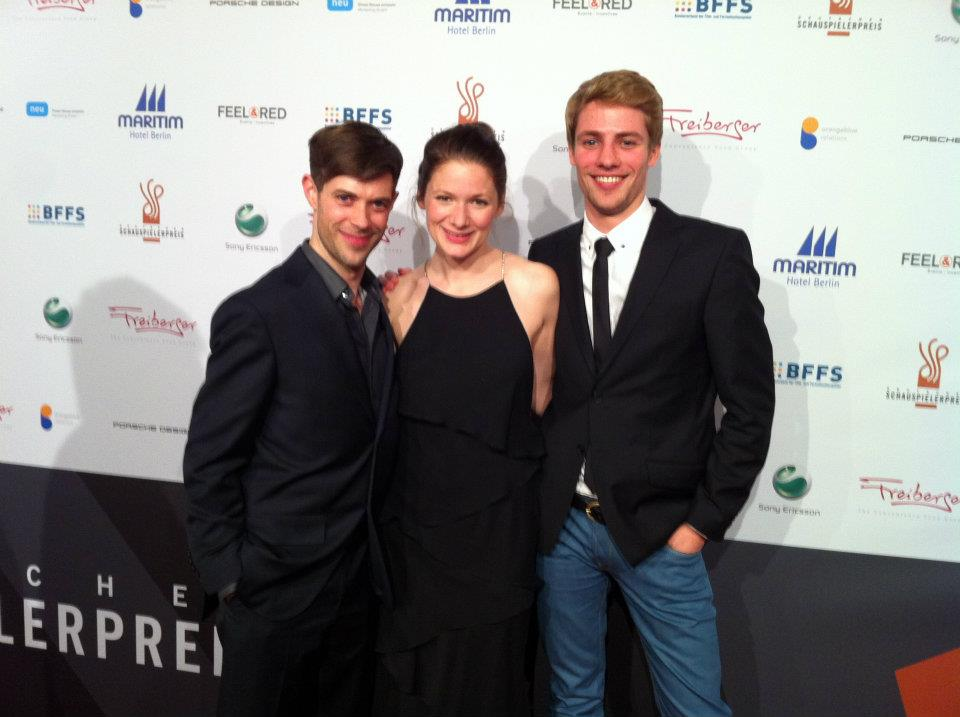
Simone Jaeger, Mitte (2012)

Simone Jaeger (* 9. April 1981 in Hamburg) ist eine deutsche Schauspielerin und Synchronsprecherin.

## Leben
Schon vor ihrer Ausbildung am Schauspielstudio Berlin (2004 bis 2008) spielte sie Theater und stand unter anderem für das ZDF in der Vorabendserie Da kommt Kalle und den Fernsehfilm Die Sonnenuhr mit Mariele Millowitsch und Jürgen Vogel vor der Kamera.
Seit 2008 ist sie freischaffende Schauspielerin in Berlin und hat seitdem in diversen Theater- und Filmproduktionen mitgewirkt. Unter anderem in den Sophiensaelen und im Ballhaus Ost.
Besonders außergewöhnlich war die Zusammenarbeit mit Possible World unter der Regie von Michaela Caspar, da ein Teil des Ensembles Gehörlos/Schwerhörig waren und gemeinsam eine neue Theatersprache entwickelt wurde.
2013 stand sie für die Jugendserie Schloss Einstein vor der Kamera.
Mit ihrem Lebenspartner, dem deutschen Schauspieler Bastian Sierich lebt sie in Berlin.